# Lac du Missionnaire
Lac du Missionnaire är en sjö i Kanada.   Den ligger i regionen Mauricie och provinsen Québec, i den sydöstra delen av landet, 290 km nordost om huvudstaden Ottawa. Lac du Missionnaire ligger 168 meter över havet. Arean är 5,9 kvadratkilometer. Den sträcker sig 5,6 kilometer i nord-sydlig riktning, och 4,4 kilometer i öst-västlig riktning.
I omgivningarna runt Lac du Missionnaire växer i huvudsak blandskog. Runt Lac du Missionnaire är det glesbefolkat, med 11 invånare per kvadratkilometer.